# 中國城市競爭力研究會
中國城市競爭力研究會（China Institute of City Competitiveness），是一家自称成立於1998年，首个由兩岸四地和國外專家、學者和上百名研究人員共同組成，專門從事中國城市競爭力研究、為城市提供競爭力提升、顧問與評價服務，并在美英法加台等国家和地区设有分会的國際性學術團體，會長为桂強芳。

## 业务
根据该组织自行在互联网上登录的信息显示，其服务范围包括城市規劃、會議及研討會籌畫、雜誌出版。該组织出版發行的書籍、刊物、研究成果有《中國城市競爭力年鑑》、《中國城市》雜誌、中國城市競爭力排行榜 等。

## 争议
中國城市競爭力排行榜曾引起媒體的大量報導和熱議，有的媒體對其研究質量以及某些地方政府盲目耗資追榮求獎持懷疑態度。該組織執行秘書長李赤軍在接受《新华日报》记者采访时，拒绝透露该组织的组织构架和评判标准。该秘书长表示，其评比“完全义务和公益”，但是被评选的城市可在其出版的《中国城市》杂志上有偿广告，声称杂志的主要受众，是全国各级政府和国家重要部委机构2000多领导。
江苏省城市发展研究院院长张锋教授质疑称，权威研究成果的发布，一般都会公开评价体系标准和结构、数据采集来源、测算方法甚至计算公式，以及公开专家团队的构成，这些都是常识，他还对该组织自称的“无偿评比”表示质疑。同时，记者还通过中华人民共和国民政部涉外民间组织办公室调查发现，该组织并未在中国大陆境内注册备案。